# Каратай (одежда)
Карата́й (коротай; из тюрк. kara «чёрный» и taj «жеребёнок») — русская верхняя женская и мужская демисезонная одежда. Под этим термином в XIX — первой четверти XX века была известна разная по покрою и материалу одежда.
В Воронежской губернии мужские и женские каратаи шили из чёрного пояркового сукна домашней выработки, распашными, двубортными, длинными (ниже колен). Полы прямые, с глубоким запахом справа налево, застегивались на крючки почти у плеча. Спинка подрезная по талии, у талии подол собран в густые сборки. Воротник стоячий, рукава длинные, прямые. Воротник, край правой (лицевой) полы, края рукавов, внутренних карманов украшались чёрным плисом, шерстяным сутажом красного, белого, чёрного, жёлтого цветов. Женские каратаи украшались также на конце лицевой полы и груди. На конце полы выстрачивался красными нитками треугольник с заключенным в него красным цветком. На груди выкладывались из чёрного плиса горизонтальные полоски, на которые нашивался цветной сутаж.